# Qualcuno mi ha ucciso
Qualcuno mi ha ucciso è un singolo di Renato Zero pubblicato nel luglio 2002 da Tattica in formato CD, quarto estratto dall'album La curva dell'angelo.

## Tracce
1. Qualcuno mi ha ucciso
2. È tutto qua (Tributo a Umberto Bindi)

## Classifica italiana
| Posizione | 57 | 19 | out | out | out |